# Michele Sangineto
Michele Sangineto (Albidona, 23 ottobre 1944) è un liutaio italiano.

## Biografia

### Origini e formazione
Michele Sangineto nasce ad Albidona, in provincia di Cosenza, nel 1944.
Il padre Ercole era originario di Torano Castello, sempre nel cosentino, mentre la madre era albidonese. Michele è l'ultimo di tre fratelli, cresciuti in una umile famiglia nel culto della dignità, della ricerca di un miglioramento sociale, ma educato anche alla curiosità e alla socialità, coltivando abilità manuali e poliedriche indispensabili alla vita quotidiana, soprattutto in una piccola realtà. Si avvicina sin da ragazzo, inoltre, alla musica, che era non solo occasione di convivialità ma anche motivo di aggregazione sociale e senso di comunità.
All'età di venticinque anni si trasferisce in Brianza, dove lavora un anno come operaio. Dopodiché fa ritorno ad Albidona e così consegue il diploma di maestro d'arte a Castrovillari, con specializzazione in ebanisteria.
Poi torna in Brianza, dove nel 1973 gli viene offerto l'insegnamento all'Istituto Statale d'Arte (ISA) di Monza, oggi liceo artistico "Nanni Valentini", dove sarà docente di ebanisteria e laboratorio del linguaggio logico per 36 anni.

### La liuteria
Col passare degli anni si specializza nella costruzione di strumenti musicali della tradizione europea, acquisendo così sempre maggiore riconoscimento internazionale. Oltre alle arpe celtiche, alle bardiche, alle arpe viggianesi, alle ghironde e ai salteri a pizzico, a percussione e ad arco, costruisce organistrum, vielle, organi portativi, arpanette (spitzharfe) e altri strumenti insoliti, tratti da dipinti, affreschi e schizzi di grandi maestri del Rinascimento italiano e fiammingo.
Ha raccontato di aver intrapreso questa passione dopo aver incontrato un ragazzo che aveva in mano una sanza, antico strumento musicale africano lamellare, che lui poi aggiustò. Tuttavia, ha dichiarato di non aver appreso alcun metodo da maestri liutai, bensì esclusivamente dalla curiosità, dalla conoscenza empirica e dall'impegno.
Ha realizzato la sua prima arpa nei primi anni settanta, dopo aver letto testi e trattati organologici e affidandosi alla "practica" laboratoriale, ingegnosamente plasmata e migliorata nel tempo.
Dopo il periodo di specializzazione sulle arpe, a partire dai primi anni ottanta, inizia ad approfondire la conoscenza del salterio, sentendosi attratto dalle forme, dal numero delle corde e dai tiraggi. Si ritiene molto affezionato proprio a questo strumento, che ha imparato inoltre a suonare.
I legni da lui maggiormente utilizzati sono quelli facilmente reperibili, quali pioppo, faggio, frassino, noce e ciliegio, in altri casi acero e abete rosso.

## Opere

### Il liutaio di Leonardo
Tra le realizzazioni di Michele Sangineto, i più celebri sono senza dubbio gli strumenti realizzati a partire dai disegni di Leonardo da Vinci, contenuti nel Codice di Madrid, foglio 76r, conservato presso la Biblioteca Nazionale, da cui ha tratto l'organo di carta, la pila a vento continua e la viola organista, e nel Codice Ashburnham 2184, foglio C, da cui ha tratto la lira argentata, costruita per il film Io, Leonardo e suonata da Luca Argentero. Tali opere oggi si trovano esposte nella mostra Leonardo 3, in Galleria Vittorio Emanuele a Milano.
A Leonardo è stata dedicata anche la sua mostra Leonardo Da Vinci: Gli strumenti di un genio, organizzata in occasione delle celebrazioni ufficiali del cinquecentenario della morte dell'artista, allestita agli Uffizi di Firenze e riproposta poi presso l’Area Museale Ex Stac di Catanzaro.

### Il liutaio degli Angeli musicanti
L'opera di Sangineto ha trovato una notevole impronta realizzativa nella costruzione di strumenti tratti da varie altre opere di pittori sia italiani che europei. In particolare, un tema ricorrente è quello degli "Angeli musicanti", spesso presenti nei dipinti da cui il liutaio ha tratto ispirazione per la realizzazione delle sue opere.
Fra questi figura soprattutto l'estro dell'artista Gaudenzio Ferrari: dal suo affresco Concerto degli Angeli, ospitato nella cupola del santuario della Beata Vergine dei Miracoli di Saronno (1534-1538), ha ricavato circa cinquanta strumenti, tutti perfettamente funzionanti, ispirati all'opera di Gaudenzio intorno al Cristo pantocratico, fra cui alcuni cordofoni, la ribeca di canna lacustre (suonata ad arco), la galoucorde (a due corde percosse con un flauto che attraversa lo strumento), arpe e salteri a pizzico.
A partire dal fregio posto lungo le pareti di una sala nella casa del Giorgione, a Castelfranco Veneto, ha costruito la Claviharpa e la Ghironda; invece, dal bassorilievo del portico della Gloria della cattedrale di Santiago di Compostela, che risale all’XI secolo, ha realizzato l'organistrum.
Un altro artista da cui ha tratto ispirazione è Piero di Cosimo, grazie al suo dipinto Perseo libera Andromeda, ospitato nella Galleria degli Uffizi di Firenze, dal quale ha costruito due strumenti musical, ad oggi ignoti, a cui ha dato il nome di "Sangicorde" e "Galoucorde", il cui disegno preparatorio era probabilmente di Leonardo.
Ha costruito, inoltre, gli strumenti musicali dipinti nella Cappella degli Zavattari del Duomo di Monza, dedicata alla regina Teodolinda, espressione pittorica dell'epoca tardo gotica lombarda.
Altri strumenti sono stati costruiti a partire da quelli raffigurati nell'affresco della Madonna in trono con Bambino e Angeli musicanti, ospitato nella chiesa di San Sebastiano a Panicale. L'opera è stata creata dal Perugino, ma gli angeli sono quasi sicuramente attribuiti a Raffaello Sanzio, allievo del Perugino.
Un'altra ricerca organologica, fatta in collaborazione con la Scuola di Artigianato Artistico del Centopievese, ha condotto alla realizzazione degli strumenti musicali dipinti negli affreschi della Chiesa di Santa Maria della Consolazione a Ferrara, dedicati all’incoronazione della Vergine da parte dell’Eterno Padre. L’attribuzione del dipinto è incerta ed è databile nei primi anni del 1500. Gli strumenti costruiti da Sangineto sono arpa, ribeca, liuto soprano, lira da braccio e vihuela.
Da un arazzo conservato nelle Civiche Raccolte d’Arte Decorativa del Museo del Castello Sforzesco di Milano, di fattura fiamminga ma di disegno attribuito a Filippino Lippi, allievo del Botticelli, ha costruito l’arpa, la ghironda, il liuto soprano, una bombarda e il triangolo a sonagli.
Altri strumenti sono stati realizzati a partire dalle opere dei pittori italiani Simone Martini (particolare della Madonna con Bambino nel Polittico Roverella, ospitato alla National Gallery di Londra) e Cosimo Tura (Investitura di San Martino con particolare di cantori e musici con Aulos e Citola nella cappella di San Martinoad Assisi) e dei pittori fiamminghi Jan Van Eych (Angeli Musicanti con particolare della “Fonte di Grazia”, conservata presso il Museo del Prado a Madrid), Hans Memlig,  e Arnault de Zwolle.

### Le altre realizzazioni
Ha collaborato nella produzione di alcuni libretti di aforismi con importanti autori italiani, fra cui Alda Merini, Gianni Brera e Antonella Ruggiero.
Nel 2012 realizza e dona al comune di Villasanta, dove vive, un’arpa che ha svettato a lungo nella rotatoria di via Leonardo da Vinci. Rubata nel 2019, è stata nuovamente donata nel 2021.
Nel 2020, costruisce nel suo laboratorio una macina da cucina, perfettamente funzionante, fatta con legno d'abete e scarti delle tombe, basandosi sui ricordi infantili legati al mulino familiare utilizzato dai suoi nonni ad Albidona.
Nella sua casa-laboratorio, ospita una collezione di oltre 250 strumenti musicali antichi ed etnici, presentati inoltre nel testo illustrativo da lui redatto nel 2006.

### Mostre ed esposizioni
I suoi strumenti sono stati esposti in varie prestigiose mostre europee, costituendo una vera e propria mostra itinerante di strumenti musicali impressi nell'arte pittorica del Rinascimento italiano e dello stesso periodo europeo, con l'apporto di pannelli esplicativi per ciascuno strumento a finalità didattica.
In Europa, ha esposto al Royal College of Music e al LIFEM di Londra, al Louvre di Parigi, alla Galleria degli Uffizi di Firenze, al Castello di Buda di Budapest, a Greenwich, a Bellinzona, a Vigo, a Bruges, a Burghausen, a Brandenburgo, a Saint Chartier, a Dinan, a Lorient, a Saint Jean du Gard, a Vanves.
In Italia, ha esposto nelle principali città, presso conventi, teatri, conservatori, accademie musicali, centri culturali, chiese e fiere. Fra questi, ha esposto al Teatro Elfo Puccini di Milano, alla Casa del Custode delle Acque a Vaprio d’Adda, al Collegio Cairoli di Pavia, nella Sala Radio di Meda, al Museo Castello di San Vito al Tagliamento, al Castello di Marborghetto-Valbruna, nella Chiesa di S. Antonio a San Daniele del Friuli, all'Antica Filanda di Santa Lucia di Piave, al Castello di Sorci ad Anghiari, alla sede Arca di Panicale, a Villa Borromeo di Arcore, a Villa Camperio di Villasanta, al Palazzo della Ragione di Milano, al Museo e al Teatro Misericordia di Vinci, alla Fiera di Strumenti Musicali di Novegro, nella Parrocchia di San Martino a Clauzetto, al castello Estense di Ferrara, al Castello di Copertino, alla Casa Comunale di Vergiate, nella Chiesa di Belforte del Chienti, nella Villa Reale di Monza, a Laveno-Mombello, a Grazzano Badoglio, al Claddagh Fest di Ameno, al Santuario della Beata Vergine dei Miracoli e allo spazio Il Chiostro di Saronno (dopo aver collaborato con l’Accademia di Brera di Milano con i professori Andrea Strizzi e Ale Guzzetti).
Le sue arpe e i suoi salteri sono stati suonati e apprezzati da alcuni tra i più grandi interpreti mondiali di musica celtica. Fra questi, Alan Stivell, conosciuto in Bretagna nei primi anni '80 ad un festival di musica celtica, con il quale ha continuato a collaborare nell'innovazione dell'arpa celtica al fine di adattarla alle esigenze contemporanee dei musicisti professionisti. Inoltre, ha collaborato e costruito strumenti per Carlos Núñez, musicista galiziano, Derek Bell (musicista dei Chieftains), Vincenzo Zitello, Alexander Bonivento, Grannie Yeats e Stefano Corsi.

### Eventi artistici e culturali
Dal 1988 al 1991 ha organizzato a Monza quattro edizioni di "Suoni di antichi strumenti", un festival musicale della tradizione medievale e popolare, a cui hanno partecipato arpisti del calibro di Nicanor Zabaleta e Alan Stivell. Ha coordinato inoltre serate in memoria degli etnomusicologi Roberto Leydi, Diego Carpitella e Michele Straniero.
Nel 2003, ha fondato l'associazione culturale Arpanetta. Nel 2006, ha diretto il Pop Harp Festival, al teatro Manzoni di Monza. Dal 2009 al 2010 è stato direttore artistico dell’evento Festival dell’arpa – suoni di antichi strumenti, inserito nella programmazione dell’Estate Romana.  A Lissone, ha promosso la costituzione di un corso di liuteria, presso la FAL, tenuto da vari maestri liutai. A Monza, nel 2023, ha tenuto una conferenza sulle tecniche costruttive degli strumenti musicali e in particolare dell’arpa popolare, per il festival del Parco di Monza.
Un altro aspetto dell'attività di Sangineto è la promozione dell’artista in un contesto collettivo senza l’ausilio di schemi di esposizione, ma incoraggiando l’incontro di menti e tecniche artistiche differenti. Dal 2022 propone un incontro dal titolo “La cultura del fare per il desiderio del bello” negli spazi di Villa Camperio di Villasanta con il coinvolgimento di artisti di fama nazionale e nuove leve.
Nel 2022, partecipa al progetto di umanizzazione dell'ospedale San Gerardo, promosso da varie associazioni di Monza, suonando il suo salterio in una sala d'attesa, strappando un sorriso ai pazienti in coda.

### L'Antica Liuteria Sanginetoe l'Ensemble Sangineto
Nel 2000 fonda con la moglie Paola e i due figli Caterina e Adriano il quartetto Antica Liuteria Sangineto, con cui ha esportato negli anni la musica popolare italiana del tardo Medioevo al Rinascimento nei vari festival europei, esibendosi in Francia, Belgio, Inghilterra, Germania e Ungheria, e pubblicando alcuni CD (Salteri, Altea rosa, Leonardo: il suono del genio).
In seguito, il figlio Adriano fonda insieme alla sorella Caterina e al polistrumentista Tiziano Cogliati l'Ensemble Sangineto, che diventerà uno dei principali complessi di musica folk del panorama italiano e con cui terranno numerosi concerti, mostrando l’uso e le potenzialità timbriche di questi strumenti e spiegandone la provenienza storico-iconografica.
Adriano è promotore inoltre di numerosi altri progetti musicali che raccolgono riconoscimento internazionale, fra i quali Lyradanz, ensemble costituito insieme alla sorella Caterina e a Jacopo Ventura.

### Il riconoscimento nazionale e internazionale
Negli anni è apparso in varie trasmissioni televisive italiane, fra cui Uno mattina (Rai 1), Mattina in Famiglia (Rai 2), TG3 (Rai 3), oltre che su TV Channel, SocrateTV e Telelombardia, e ha fatto diversi interventi alla radio, sia locali in Lombardia che all'estero (in Francia e in Giappone). Ha rilasciato inoltre numerose interviste e gli sono stati dedicati articoli su varie testate italiane, quali Corriere della Sera, La Repubblica, Il Giorno, Avvenire, Il Cittadino di Monza e Brianza, Il Giornale di Vimercate, IO Donna, L’Esagono, sui quotidiani esteri bretoni Le Télégramme e Ouest-France.
Ha ricevuto un premio da Assolombarda e Fidapa di Monza e Brianza per il contributo, dato con la sua attività di ricerca e costruzione di strumenti musicali, alla diffusione della cultura musicale e alla diffusione della tradizione organologica in Italia ed Europa.
Nel 2008 diventa uno dei protagonisti del documentario Story of a Luthier, una produzione inglese guidata dal regista milanese Alberto Bona.
Nel 2019, lo scrittore e docente cremonese Gualtiero Nicolini gli ha dedicato un libro.